# Szehotepibréanh-nedzsem

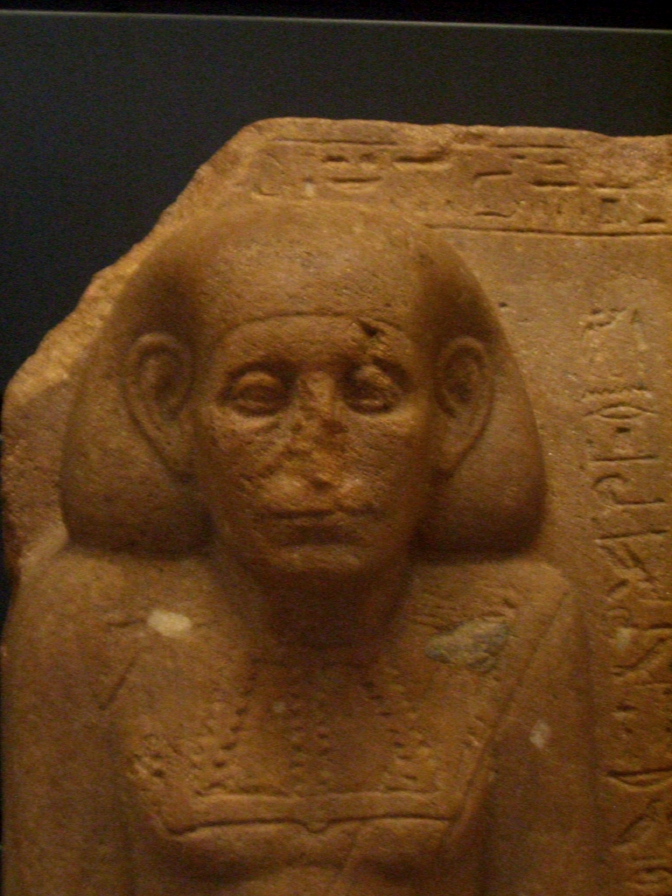
Szehotepibréanh-nedzsem feje

Szehotepibréanh-nedzsem ókori egyiptomi tisztségviselő volt, Ptah főpapja Memphiszben a XII. dinasztia idején, III. Szenuszert uralkodása alatt. Viselte a „királyi pecsétőr”, a „cselekedetekben az első”, a „szem-pap” és a „kézművesek legnagyobbika” címeket (az utóbbi Ptah, a kézművesség istene főpapjának szokásos címe).
Apját Uahetnek hívták, fia Nebpu, aki követte a főpapi székben. Szehotepibréanh-nedzsem egy szoborról ismert, amely fiával és unokájával ábrázolja (unokája neve csak részben maradt fenn: […]hotepib-seri). A szobrot fia, Nebpu állíttatta, és a XII. dinasztia korának végére datálható. A sérült kvarcitszobrot ma a Louvre őrzi (A47), ahová 1816-ban került; eredetileg valószínűleg Memphiszből, Ptah fő kultuszközpontjából származik.

## Fordítás
- Ez a szócikk részben vagy egészben  a   Sehetepebreankh-nedjem című angol Wikipédia-szócikk ezen változatának fordításán alapul.  Az eredeti cikk szerkesztőit annak laptörténete sorolja fel. Ez a jelzés csupán a megfogalmazás eredetét és a szerzői jogokat jelzi, nem szolgál a cikkben szereplő információk forrásmegjelöléseként.